# Б-268 «Великий Новгород»
Б-268 «Великий Новгород» — российская дизель-электрическая подводная лодка проекта 636.3 «Варшавянка», входящая в состав 4-й отдельной бригады подводных лодок Черноморского флота ВМФ России. Пятый корабль проекта 636.3 «Варшавянка», назван в честь Великого Новгорода — города воинской славы.

## История строительства
Лодка заложена 30 октября 2014 года на заводе «Адмиралтейские верфи» в Санкт-Петербурге, под строительным номером 01674.
Спущена на воду 18 марта 2016 года. Передача флоту и подъём Андреевского флага состоялась 26 октября 2016 года.

## История службы
В апреле 2017 года в ходе учений подлодка во взаимодействии с минно-тральными силами флота осуществила проводку за тралами, выполнила задачи самостоятельного форсирования минного заграждения и условные минные постановки в Балтийском море.
30 июля 2017 года подлодка принимала участие в Главном военно-морском параде в Санкт-Петербурге в честь дня ВМФ России.
В августе 2017 года подлодка совместно с однотипной подводной лодкой Б-271 «Колпино» начала межфлотский переход с Балтики на Чёрное море.
28 августа 2017 года по сообщению пресс-службы ЮВО МО РФ подлодка совместно с подлодкой Б-271 «Колпино» прибыли в Средиземное море. Планируется, что субмарины войдут в состав постоянного соединения Военно-морского флота в Средиземном море.
29 марта 2019 года, после выполнения боевого задания в Средиземном море, пришла в Севастопольскую ВМБ, к месту своей постоянной дислокации.

## Боевое применение
14 сентября 2017 года подлодка совместно с однотипной подводной лодкой Б-271 «Колпино» из подводного положения в восточной части Средиземного моря нанесла удар крылатыми ракетами «Калибр» по объектам террористической группировки «Исламское государство» в Сирии. Целями стали пункты управления, узлы связи, склады с вооружением боевиков в районах, расположенных юго-восточнее города Дайр-эз-Заур. Всего по объектам террористов выпущено семь крылатых ракет морского базирования. Дальность до целей составила от 500 до 670 километров. Данными объективного контроля подтверждено поражение всех запланированных целей.
22 сентября 2017 года в 10:11 подлодка из подводного положения из акватории Средиземного моря нанесла удар крылатыми ракетами «Калибр» по объектам террористической группировки «Джебхат-ан-Нусра» в провинции Идлиб (Сирия). Дальность до целей составила около 300 километров. Внезапным ракетным ударом были уничтожены важные пункты управления, базы подготовки и бронетехника террористов, принимавших участие в попытке захвата 29 российских военных полицейских на севере провинции Хама.

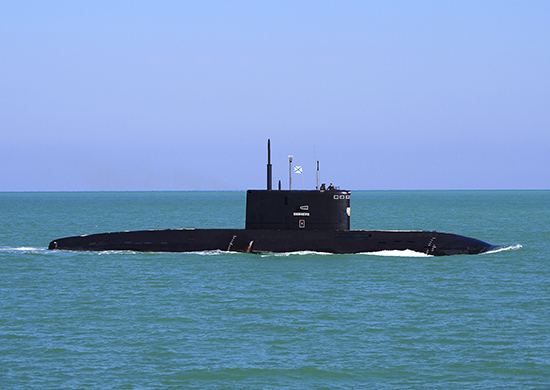
Подлодка «Великий Новгород» в море

5 октября 2017 года подлодка совместно с однотипной подводной лодкой Б-271 «Колпино» из подводного положения в акватории Средиземного моря нанесла удар 10 крылатыми ракетами «Калибр» по объектам террористической группировки «Исламское государство»  в сирийской провинции Дайр-эз-Заур. В результате удара были уничтожены командные пункты террористов, крупные склады оружия и ангары с бронетехникой в районе города Меядин.
31 октября 2017 года подлодка нанесла залповый удар из Средиземного моря тремя крылатыми ракетами «Калибр», в результате чего были уничтожены укрепрайон со скоплением боевиков и бронетехники, а также крупный склад вооружения и боеприпасов террористов «Исламского государства» в районе населённого пункта Абу-Кемаль провинции Дайр-эз-Заур.
15 мая 2021 года подлодка «Великий Новгород» произвела 14 пусков ракет «Калибр» по сирийским боевикам, пуски производились в несколько залпов. «Речь идет о поражении объектов террористов в Сирии», - заявил командир подводной лодки Денис Сопин.

## Командиры
- капитан 2 ранга Константин Петренко[18].
- капитан 2 ранга Сергей Рябищенко
- капитан 2 ранга Сергей Михайлов.